# Dorofei
Dorofei – wieś w Rumunii, w okręgu Bacău, w gminie Dealu Morii. W 2011 roku pozostawała niezamieszkana.